# Colville Lake/Tommy Kochon Aerodrome
Colville Lake/Tommy Kochon Aerodrome är en flygplats i Kanada.   Den ligger i territoriet Northwest Territories, i den centrala delen av landet, 3 800 km nordväst om huvudstaden Ottawa. Colville Lake/Tommy Kochon Aerodrome ligger 259 meter över havet. Den ligger vid sjön Colville Lake.
Terrängen runt Colville Lake/Tommy Kochon Aerodrome är platt. Trakten runt Colville Lake/Tommy Kochon Aerodrome är nära nog obefolkad, med mindre än två invånare per kvadratkilometer.. Närmaste större samhälle är Colville Lake, 0,48 km nordväst om Colville Lake/Tommy Kochon Aerodrome.
Omgivningarna runt Colville Lake/Tommy Kochon Aerodrome består huvudsakligen av skogstundra.